# Ендре Ади
Ендре Ади (на унгарски: Ady Endre) (1877 – 1919) е унгарски поет.
Създава гражданско-революционна лирика, характерна с политическия си отзвук, смелост и самобитна символика. Допринася за идейната подготовка на буржоазната демократична революция от 1919 г. На 22 март 1896 г., публикува първата си поема във вестник „Силаг“, който по онова време е излизал на унгарски език в румънския град Залъу.

## Стихосбирки
- Versek (Стихове) (1899)
- Még egyszer (Още веднъж) (1903)
- Új versek (Нови стихове) (1906)
- Vér és arany (Кръв и злато) (1907)
- Illés szekerén (На колесницата на пророк Илия) (1909)
- Szeretném, ha szeretnének (Иска ти се да бъдеш обичан) (1909 – 1910)
- Minden-Titkok versei (Стихове на всички тайни) (1911)
- A Menekülő Élet (Спасяващият се живот) (1912)
- A magunk szerelme (Влюбено в себе си) (1913)
- Ki látott engem? (Кой ме е виждал?) (1914)
- Utolsó hajók (Последните кораби) (1915, 1923)
- A halottak élén (Начело на мъртъвците) (1918)

На български
- Избрани стихове. София: Народна култура, 1972, 154 с.
- Стихове. София: Народна култура, 1977, 244 с.